# Hilde Leest

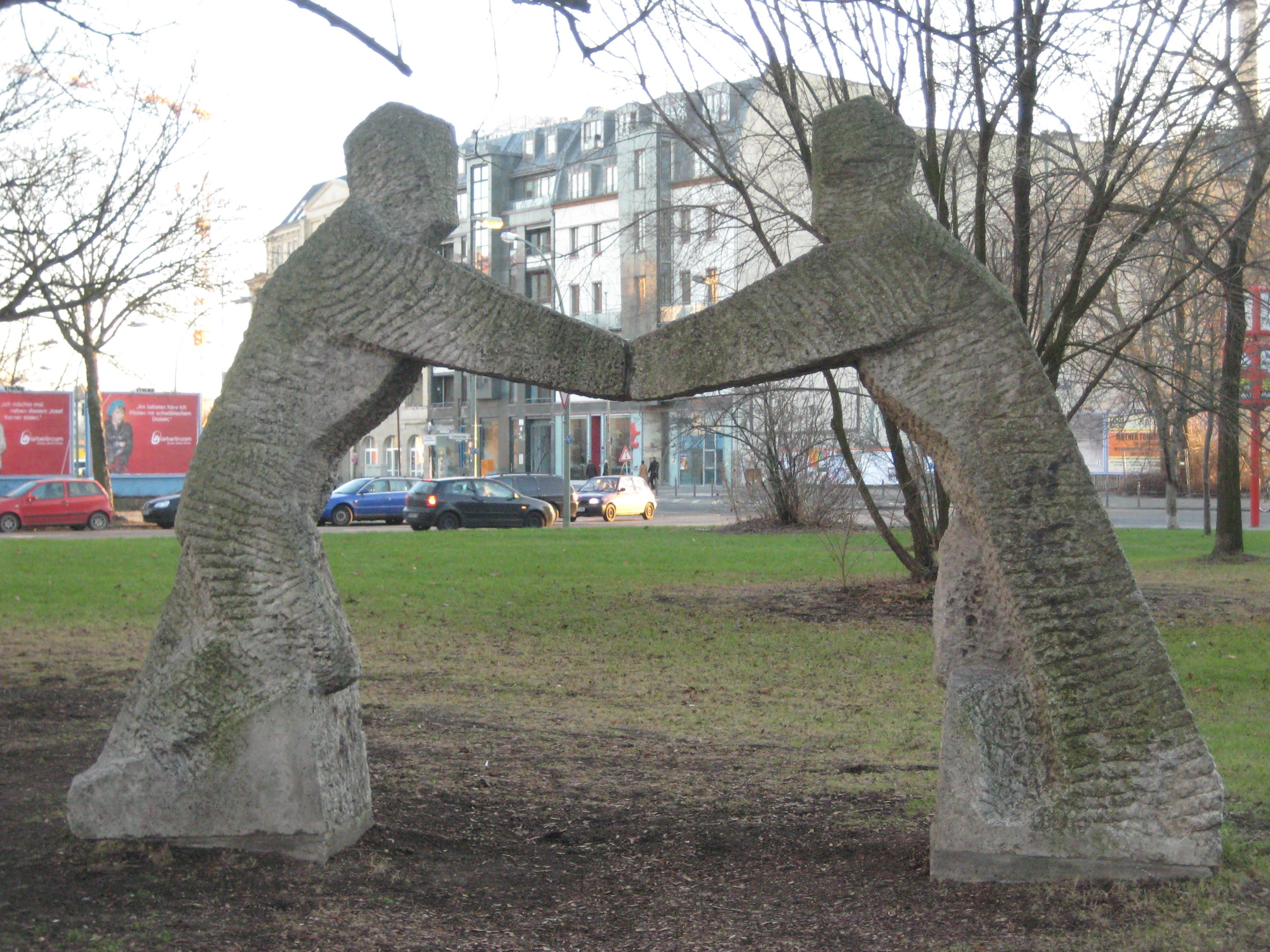
Skulptur „Wiedervereinigung“ (1962)

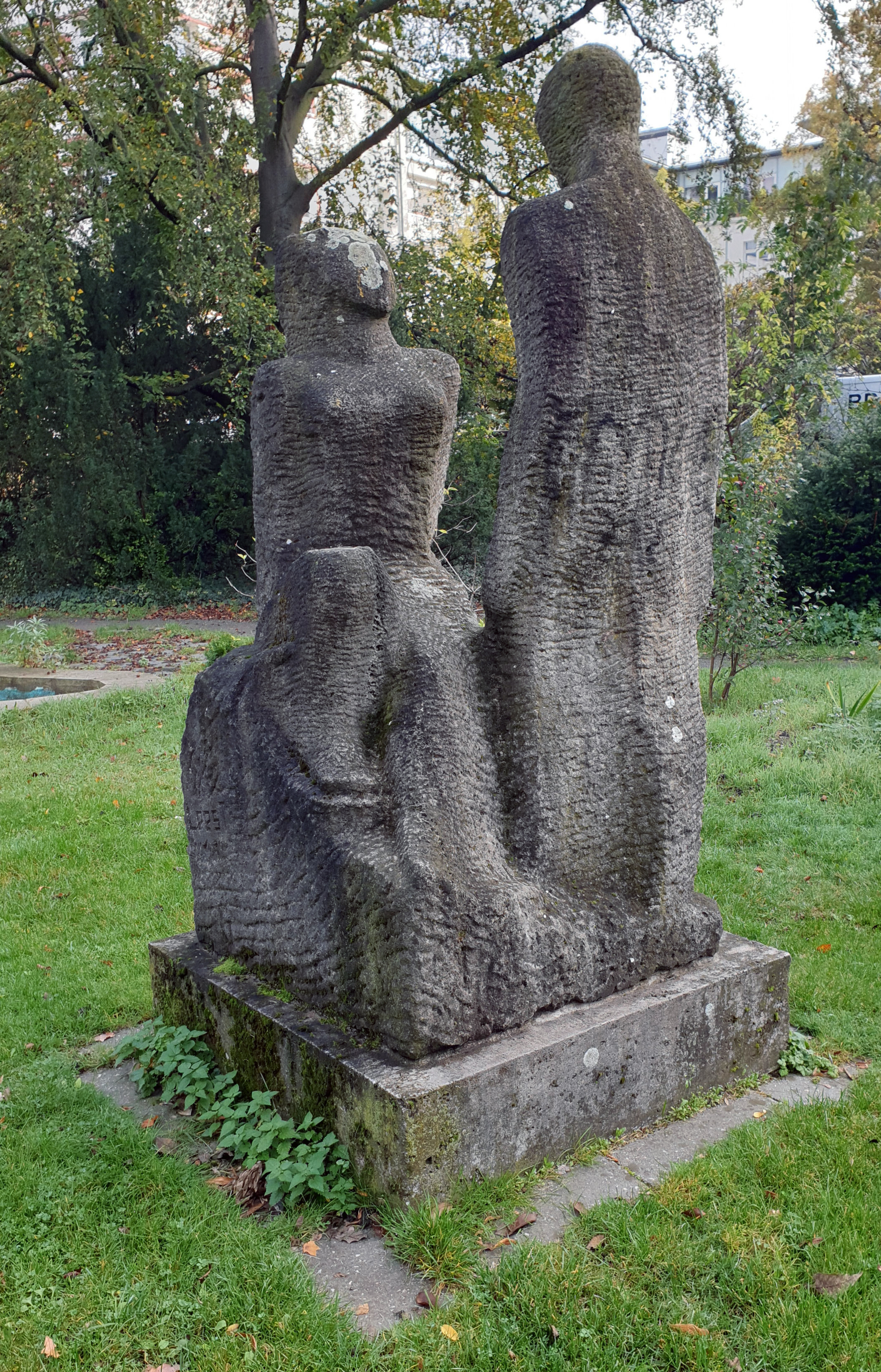
„Begegnung“, Stadtpark Steglitz, in Berlin-Steglitz

Hildegard „Hilde“ Leest (* 22. Oktober 1903 in Königsberg (Preußen); † 27. November 1970 in Berlin) war eine deutsche Bildhauerin.

## Leben
Hildegard Leest entstammt einer Königsberger Handwerkerfamilie. Großvater Albert Leest besaß ein eigenes Bauunternehmen, ihr Vater war als verbeamteter Baumeister tätig.
Nach Ende der Schulzeit begann Leest im schlesischen Bunzlau eine Ausbildung zur Keramikerin. Nach einem Studium an der Königsberger Kunst- und Gewerkschule bei Hermann Brachert setzte sie ihre Ausbildung bei Stanislaus Cauer fort. Sie wurde als Bildhauerin bekannt und schuf das Modell für das Kraftwerk Friedland. Angestellt bei den Architektenbrüdern Bruno Taut und Max Taut in Berlin, verlor sie ihr Atelier durch Einwirkungen des Zweiten Weltkriegs.
Während dieser Zeit folgte eine Reise nach Großbritannien mit einem Besuch beim Bauhaus-Lehrer László Moholy-Nagy.
Nach dem Krieg kehrte Leest nach Berlin zurück und schuf dort Porträtplastiken, u. a. von Ernst Reuter. Andere Skulpturen sind Die munteren Rochen, Hockender Knabe und Das Gespräch.
Einer breiteren Öffentlichkeit wurde Leest vor allem durch ihre Monumentalplastik „Wiedervereinigung“ bekannt, die 1962 in Berlin-Wedding in einer kleinen Grünanlage an der Einmündung der Liesenstraße in die Chausseestraße errichtet wurde.
1964 wurde sie mit dem Kulturpreis der Landsmannschaft Ostpreußen ausgezeichnet.
Leest verstarb am 27. November 1970 in Berlin und wurde neben ihrer Mutter und ihrem Bruder auf dem Friedhof von Marl-Lemförde beigesetzt.

## Ausstellungen (Auswahl)
- 1930: „Ausstellung junger Künstler“, Ausrichter „Das Kunstblatt“ im Reckendorfhaus Berlin, hier war Hildegard Leest gleichzeitig mit Josef Steiner und Hermann Poll Mitglied der Jury[3]